# Gruppo del Venediger
Il Gruppo del Venediger (in tedesco Venedigergruppe, che significa gruppo "veneziano") è un gruppo montuoso degli Alti Tauri. Si trova in Austria (Salisburghese e Tirolo) ed in parte minore in Italia (Provincia autonoma di Bolzano). In Austria buona parte del gruppo è inserita nel Parco nazionale Alti Tauri.

## Toponimo
L'origine del nome è incerta. Una leggenda vuole che quando un gruppo di pastori vide per la prima volta la massa scintillante dei ghiacciai, la scambiò per l'acqua di una città come Venezia.

## Classificazione

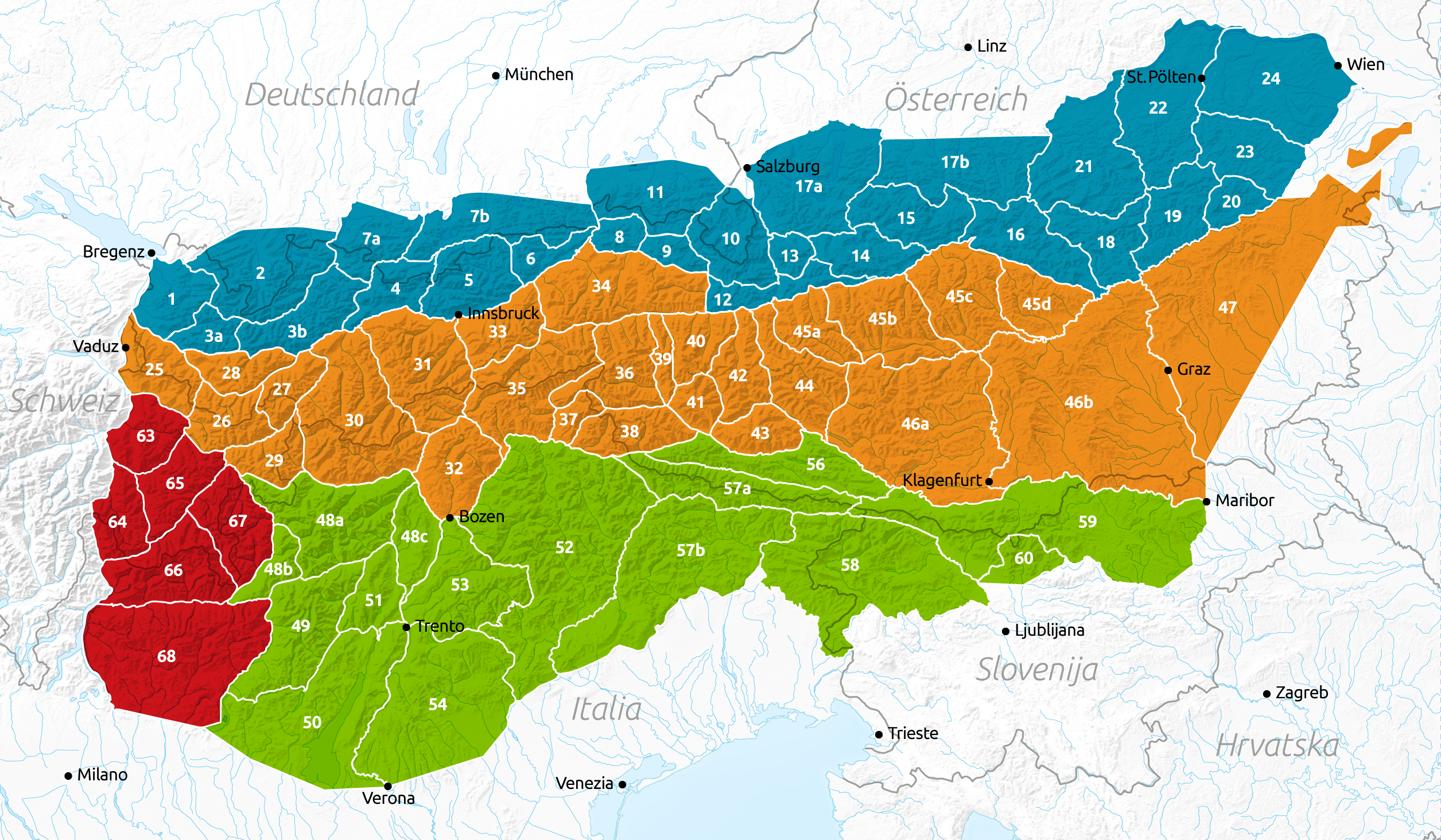
Il Gruppo del Venediger secondo l'AVE è individuato dal numero 36.

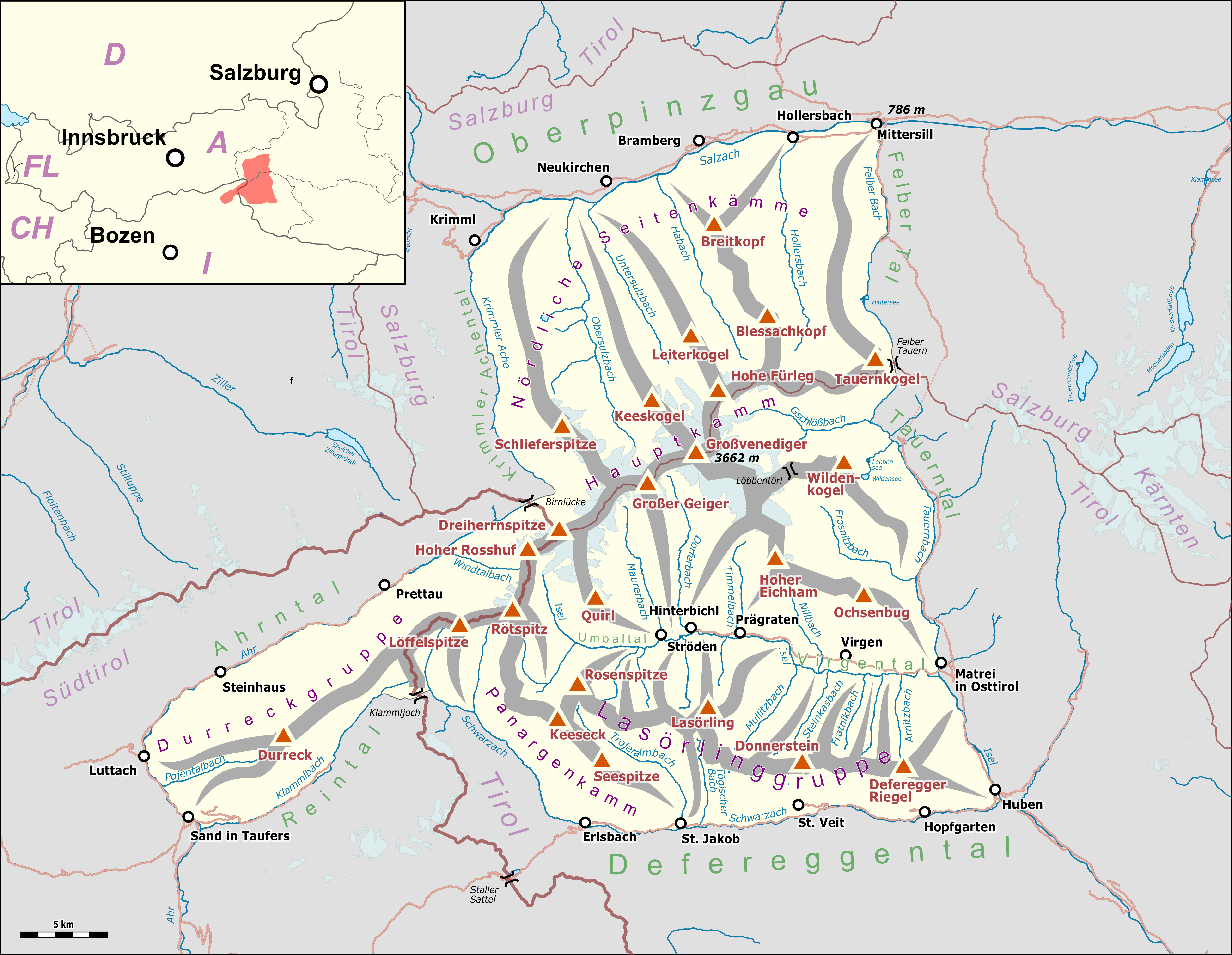
Cartina dettagliata del gruppo montuoso

Secondo la SOIUSA il Gruppo del Venediger è un supergruppo alpino con la seguente classificazione:
- Grande Parte = Alpi Orientali
- Grande Settore = Alpi Centro-orientali
- Sezione = Alpi dei Tauri occidentali
- Sottosezione = Alti Tauri
- Supergruppo = Gruppo del Venediger
- Codice = II/A-17.II-A.

Secondo l'AVE costituiscono il gruppo n. 36 di 75 nelle Alpi Orientali.

## Suddivisione
Secondo la SOIUSA il Gruppo del Venediger è suddiviso in tre gruppi e sette sottogruppi:
- Gruppo del Venediger p.d. (1)

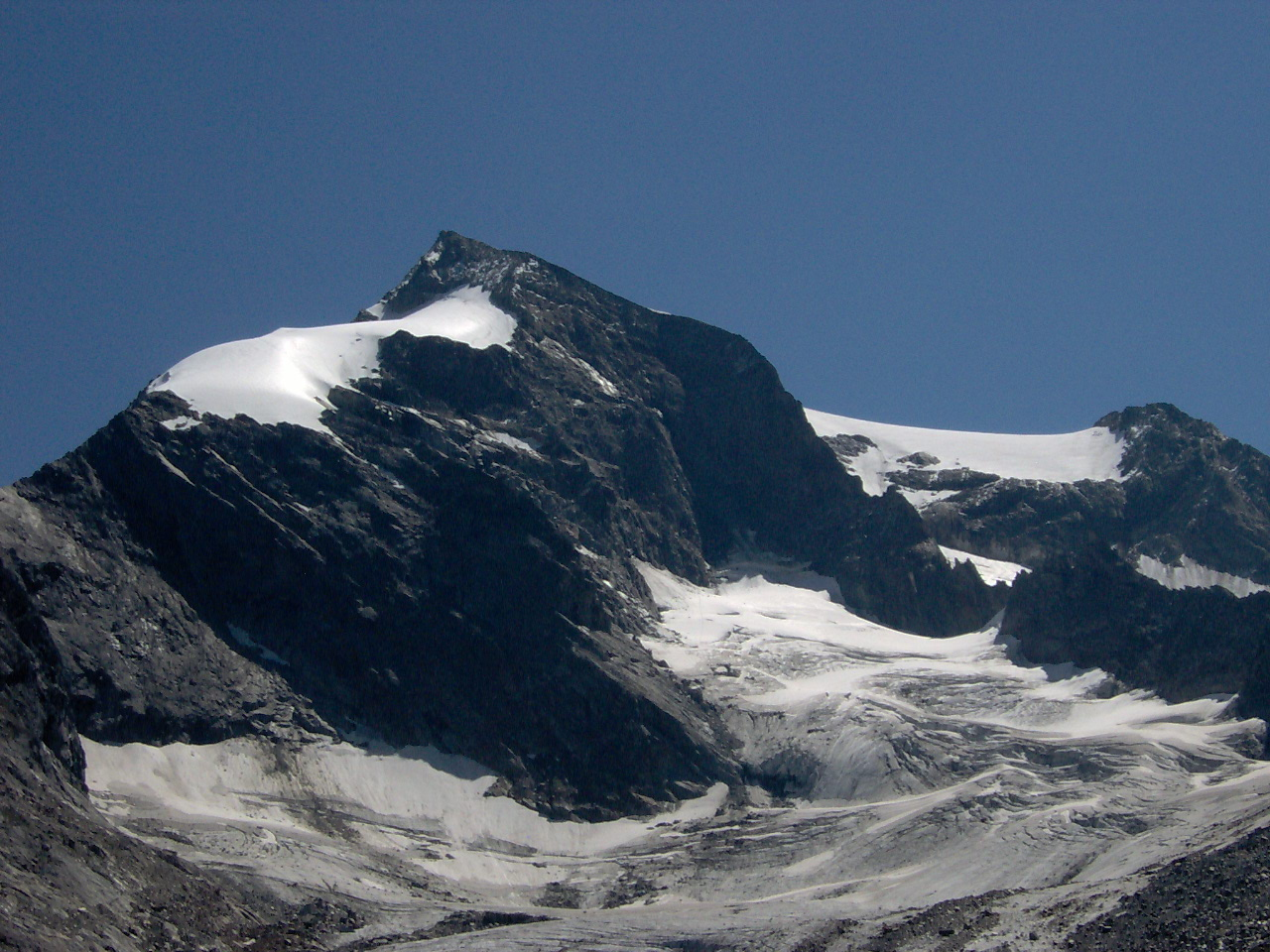
Picco dei Tre Signori

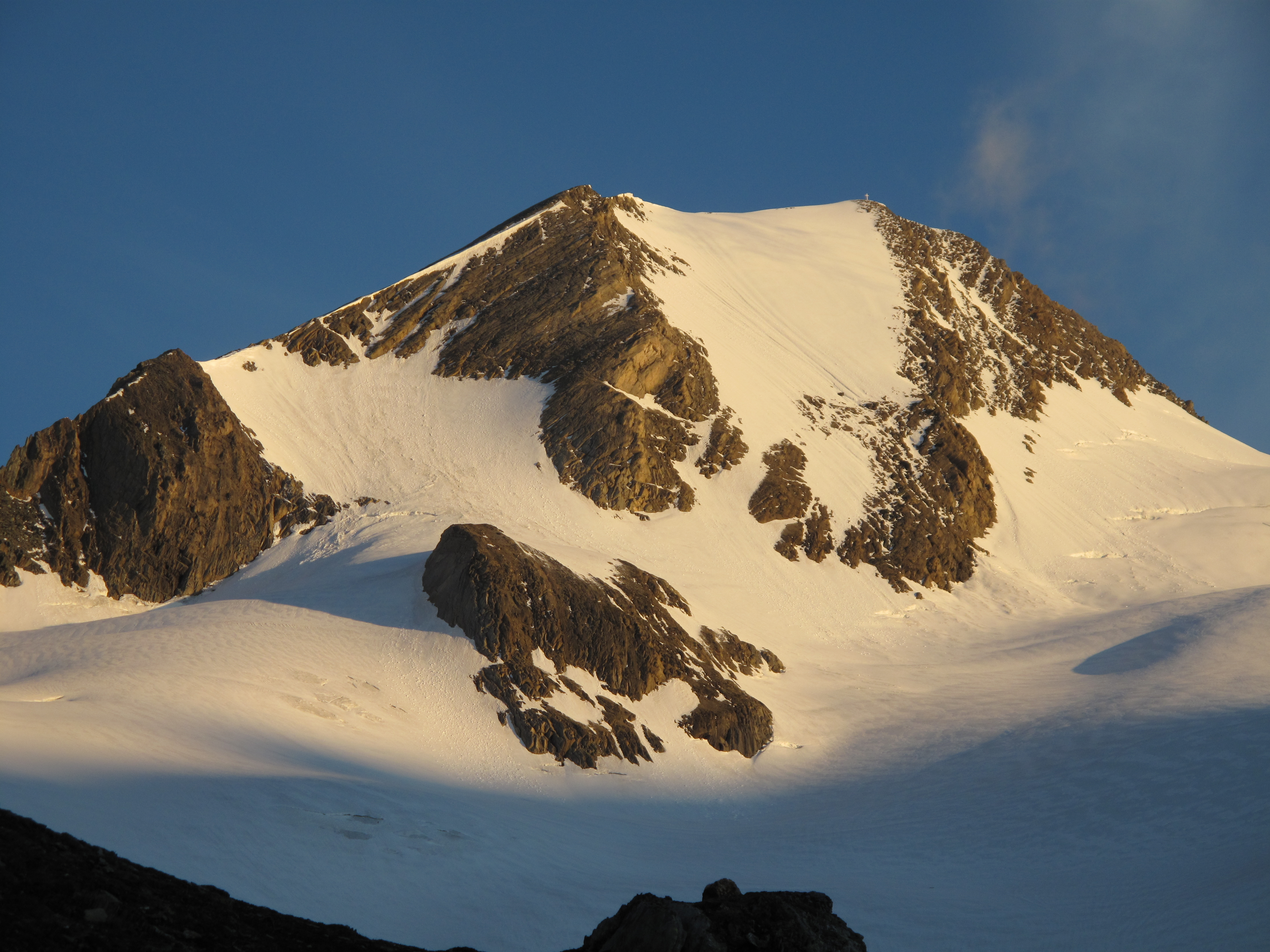
Pizzo Rosso

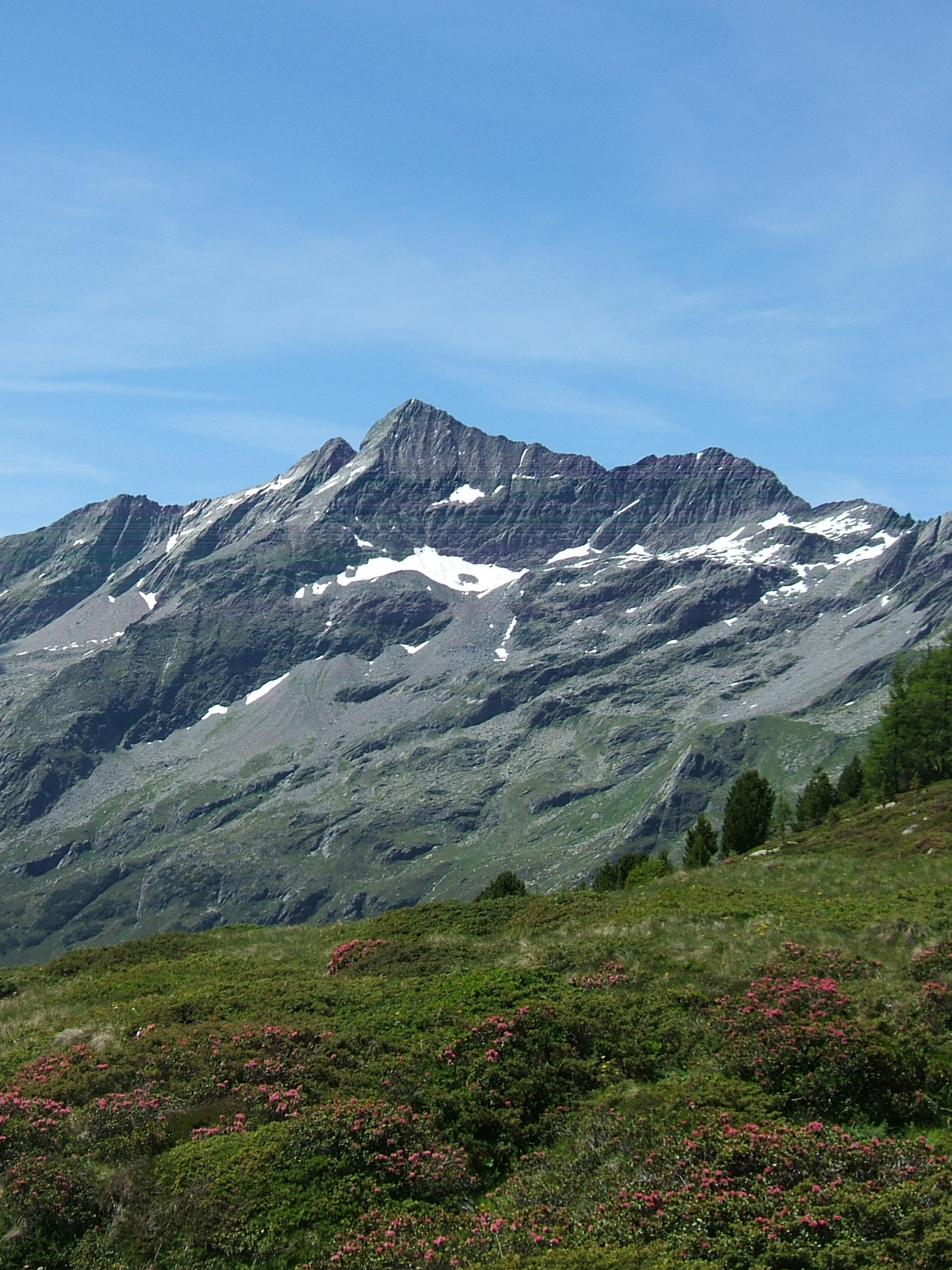
Cima Dura

  - Catena occidentale del Venediger (1.a)
    - Cresta Picco dei Tre Signori-Symonyspitzen (1.a/a)
    - Costiera del Cavallo (1.a/b)
    - Costiera dell'Umbal (1.a/c)
    - Costiera del Monte Riva (1.a/d)
    - Costiera del Maurer (1.a/e)
    - Costiera del Krimmler (1.a/f)
    - Costiera del Großer Geiger (1.a/g)
    - Costiera del Dorfer (1.a/h)

  - Massiccio del Venediger (1.b)
    - Massiccio del Großvenediger (1.b/a)
    - Costiera del Viltragen (1.b/b)
    - Costiera dell'Ader (1.b/c)
    - Costiera del Gschlößkamm (1.b/d)
    - Massiccio Eichham (1.b/e)
    - Costiera del Wallhorn (1.b/f)
    - Costiera del Frosnitz (1.b/g)

  - Catena orientale del Venediger (1.c)
    - Costiera Hohe Fürleg-Tauernkogel (1.c/a)
    - Costiera del Keeskogel (1.c/b)
    - Costiera Törlbirgkopf-Leiterkogel (1.c/c)
    - Costiera del Blessachkopf (1.c/d)
    - Costiera del Hoher Herd (1.c/e)
- Gruppo Cima Dura-Monti di Predoi (2)
  - Cresta di Predoi (2.a)
  - Gruppo della Cima Dura (2.b)
- Gruppo del Lasörling (3)
  - Catena del Panargen i.s.a. (3.a)
    - Catena del Panargen p.d. (3.a/a)
    - Rosenspitzestock (3.a/b)

  - Catena del Lasörling (3.b)

## Vette

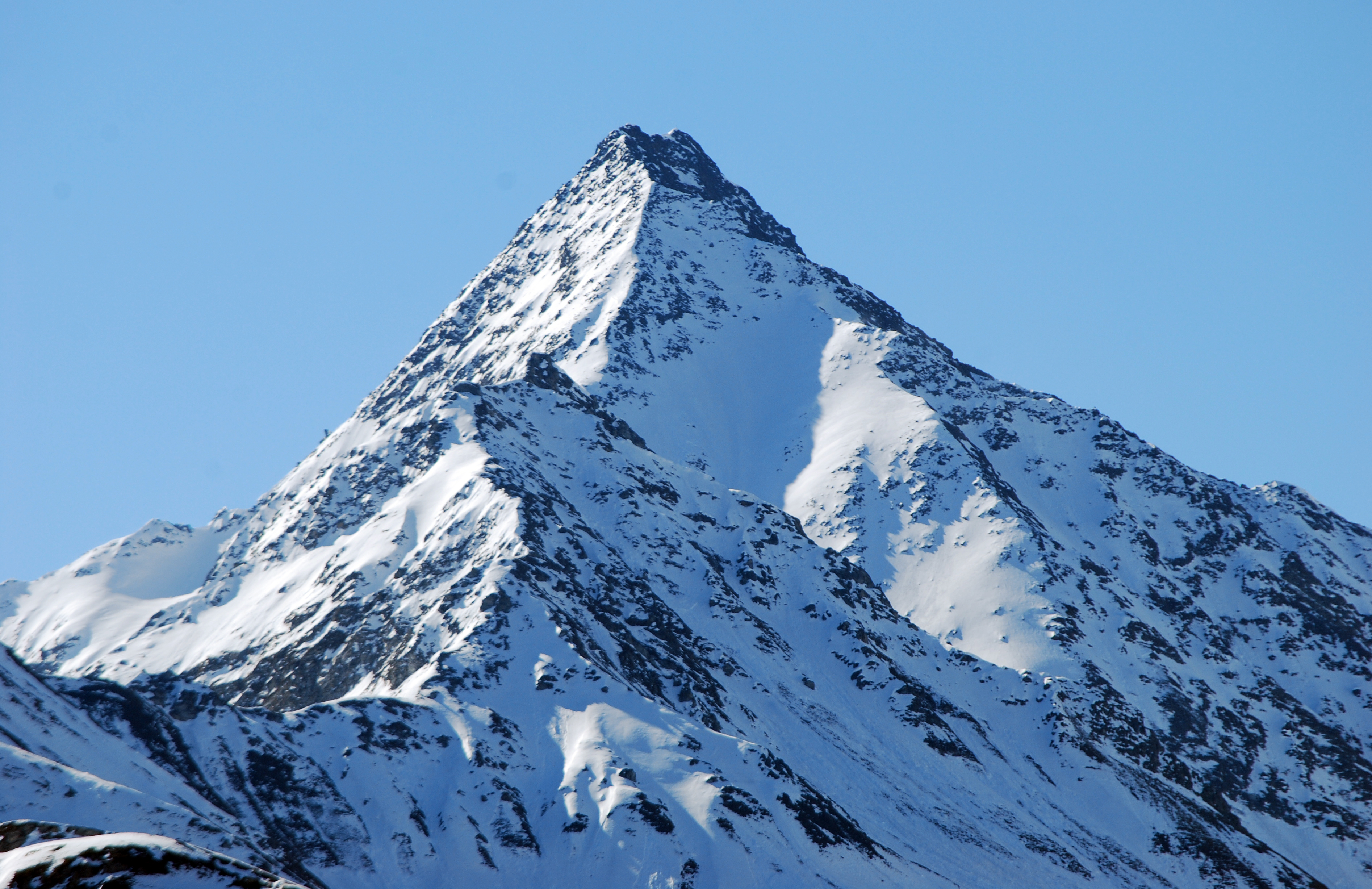
Il Lasörling

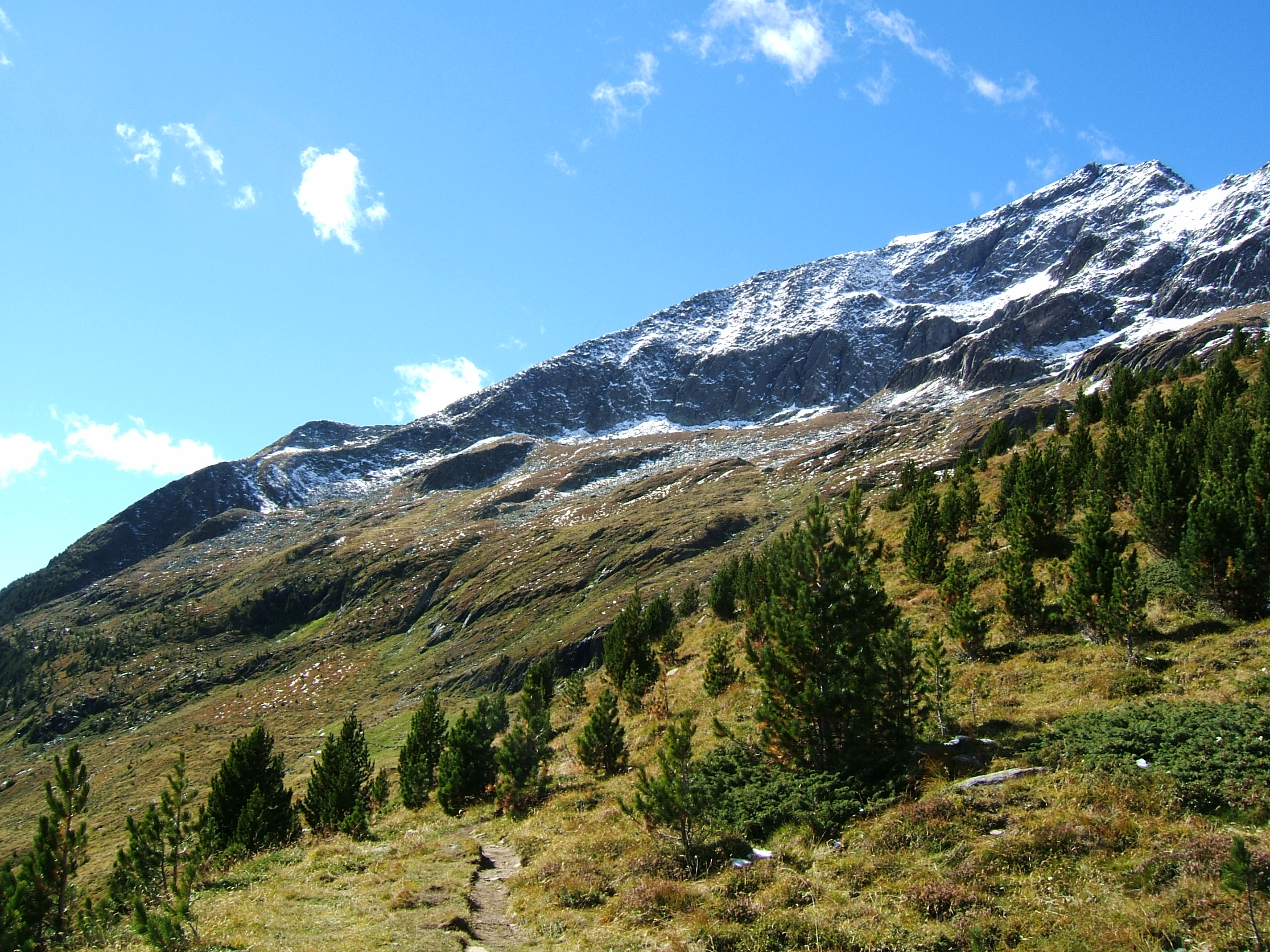
Cima di Moia

Le vette principali sono:
- Großvenediger - 3.666 m
- Rainerhorn - 3.559 m
- Hohes Aderl - 3.506 m
- Schwarze Wand - 3.503 m
- Picco dei Tre Signori - 3.499 m
- Pizzo Rosso - 3.496 m
- Westliche Simonyspitze  - 3.481 m
- Kleinvenediger - 3.471 m
- Hoher Zaun - 3.451 m
- Östliche Simonyspitze - 3.448 m
- Daberspitze - 3.402 m
- Hoher Eichham - 3.371 m
- Malhamspitze - 3.368 m
- Großer Geiger - 3.360 m
- Cima Dura - 3.135 m
- Panargenspitze - 3.117 m
- Lasörling - 3.098 m
- Cima di Moia - 3.010 m

## Rifugi alpini

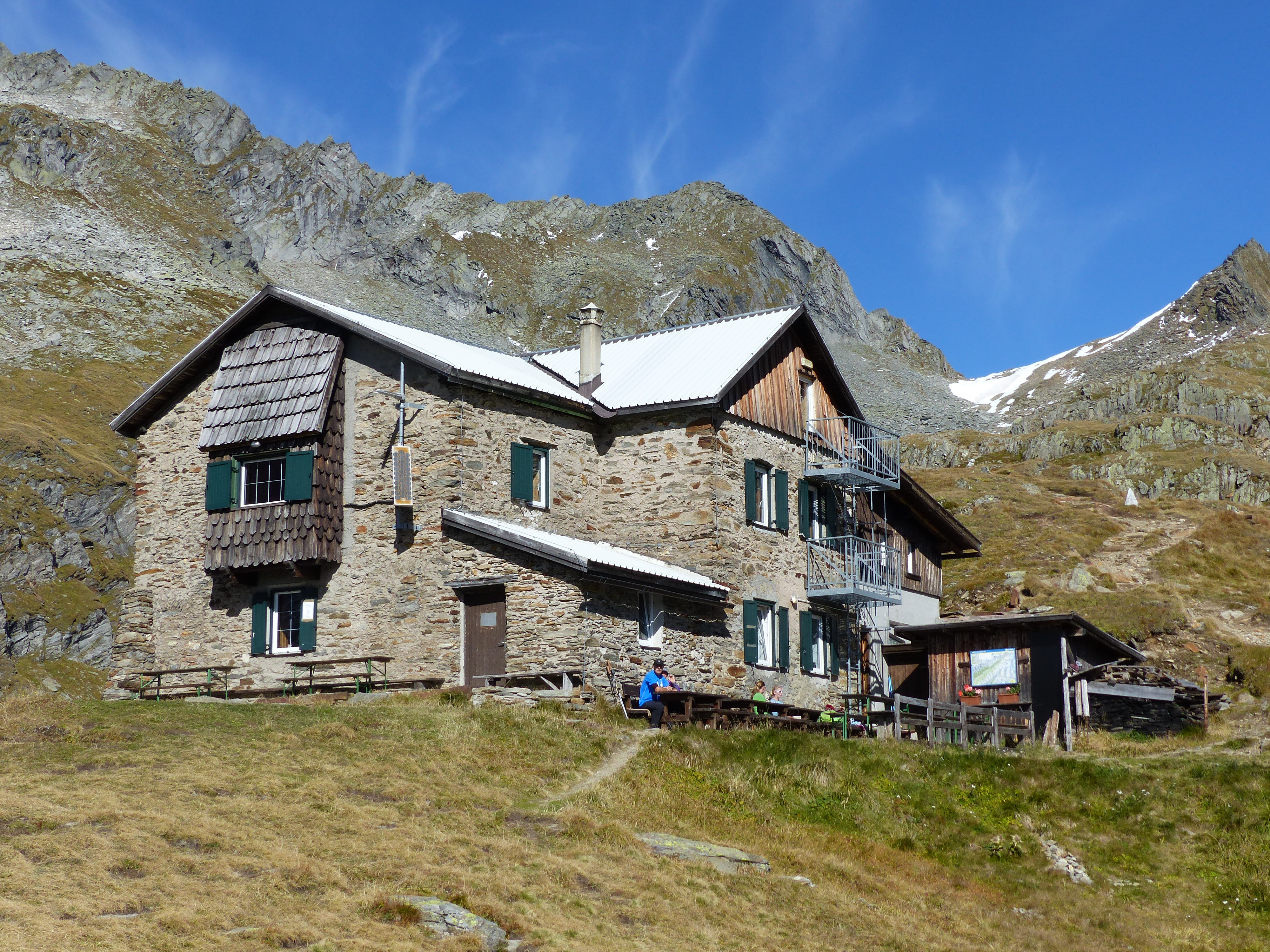
Rifugio Brigata Tridentina

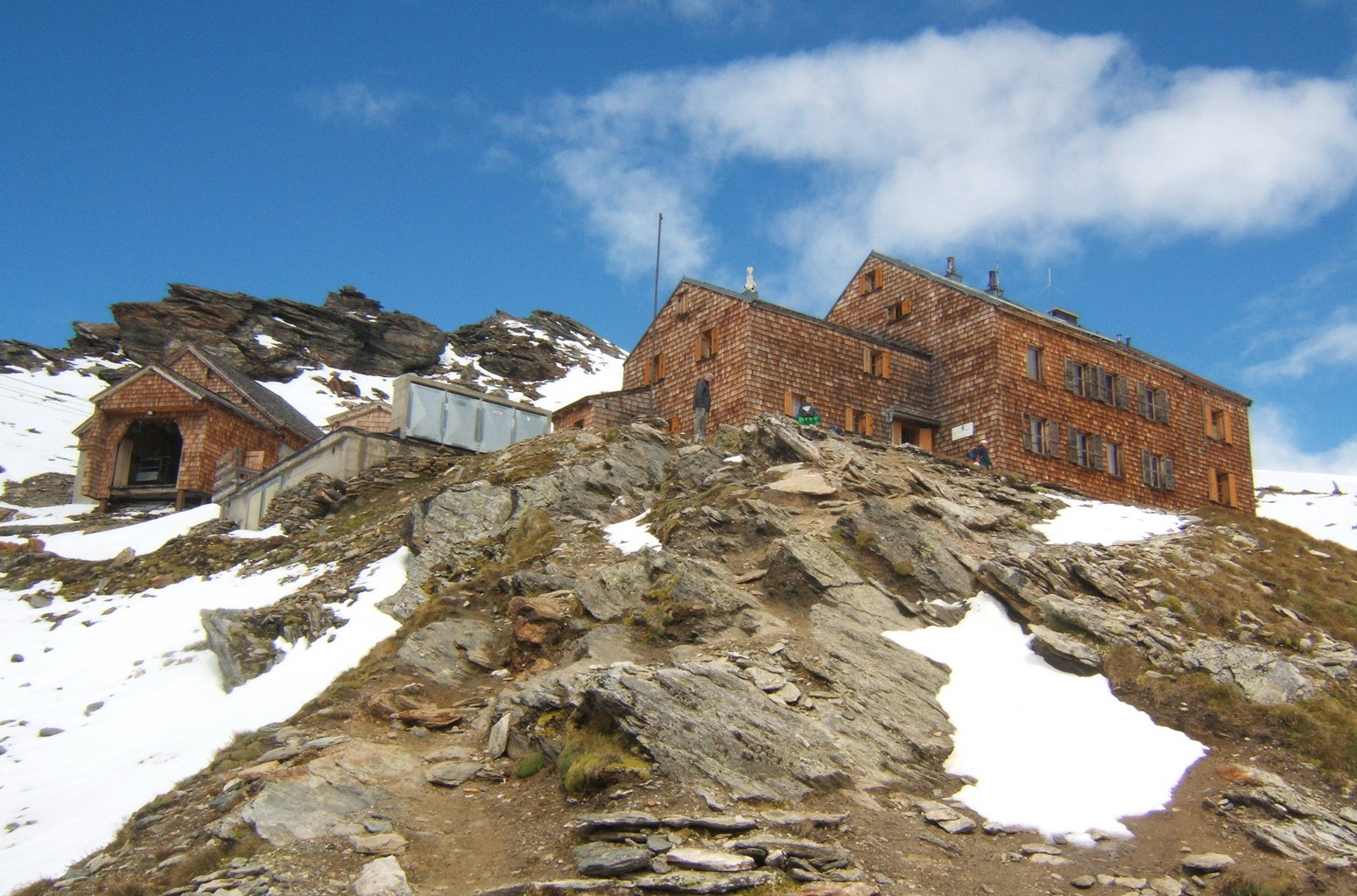
Il Defreggerhaus

Per facilitare l'escursionismo e la salita alle vette il gruppo montuoso è dotato di diversi rifugi:
- Defreggerhaus - 2.962 m
- Neue Prager Hütte - 2.796 m
- Bonn-Matreier Hütte - 2.750 m
- Kleine-Philipp-Reuter-Hütte - 2.692 m
- Badener Hütte - 2.608 m
- Rifugio Giogo Lungo - 2.603 m
- Neue Sajathütte - 2.600 m
- Neue Reichenberger Hütte - 2.586 m
- Kürsingerhütte - 2.558 m
- Eisseehütte - 2.521 m
- Alte Prager Hütte - 2.489 m
- Rifugio Brigata Tridentina - 2.441 m
- Zupalseehütte - 2.350 m
- Warnsdorfer Hütte - 2.336 m
- Neue Thüringer Hütte - 2.240 m
- Essener-Rostocker-Hütte - 2.208 m
- Neue Fürther Hütte - 2.201 m
- Bergerseehütte - 2.182 m
- Johannishütte - 2.121 m
- Wetterkreuzhütte - 2.106 m
- Clarahütte - 2.038 m
- Nilljochhütte - 1.990 m
- Bodenalm - 1.954 m
- Gottschaunalm - 1.946 m
- Bergeralm - 1. 845 m
- Postalm - 1.700 m
- Venedigerhaus - 1.700 m
- Innergschlöss-Alm - 1.698 m
- Matreier Tauernhaus - 1.512 m
- Berndlalm - 1.500 m
- Moa Alm - 1.410 m